# Radio Mercur
Radio Mercur was een Deense zeezender die uitzond tussen 1958 en 1962. Mercur stond aan de wieg van de explosie aan zeezenders in de jaren ’60 en ’70. Mercur zond uit op FM, in tegenstelling tot de meeste latere zeezenders, die uitzonden op de middengolf.
Drie jaar na de start was het luisterpubliek uitgegroeid tot 3,5 miljoen. Aanvankelijk gebruikte Mercur één zendschip, de Cheeta I. Later kwamen daar de Cheeta II en de Lucky Star bij.
In 1962 trad de Deense antizeezenderwet in werking en zweeg Mercur voorgoed.

## Opening
Op 2 augustus 1958 hoorde Denemarken, vooral Kopenhagen, een nieuw geluid op de FM-band (89,50 MHz): de commerciële Radio Mercur. Het geluid kwam uit zee, van het schip Cheeta I, in de internationale wateren, 4 mijl (ongeveer 6 kilometer) ten zuiden van Kopenhagen. De Deense nationale radio DR had het alleenrecht op het verzorgen van radio-uitzendingen, maar de wet verbood het zenden vanuit internationale wateren niet. Ook de wet op de verdeling van zendfrequenties hield geen rekening met zenders buiten nationaal grondgebied.
Een jaar later beschreef het tijdschrift TV (editie van 12 juli 1959) de zender als volgt (overgenomen inclusief taalfouten, bijvoorbeeld Mercuur i.p.v. Mercur): "Het is bijna een jaar geleden dat een nieuw signaal de rust op de FM-band verstoorde. De 89.5 MHz golflengte werd onveilig gemaakt door schreeuwende muzikale reclame en aanprijzingen van zeeppoeder en margarine waren niet van de lucht. Het duurde een hele dag voor radioluisterend Kopenhagen begreep dat dit het resultaat was van het verschijnen van het 70 ton grote vissersvaartuig Mercuur, dat op ongeveer 10 kilometer uit de kust van Denemarken voor anker was gegaan! Groot was de consternatie en de verontwaardiging bij de Deense radio-omroep - want zij hadden immers het alleenrecht voor de Deense radioprogramma's. Al spoedig bleek dat het hier niet om een poging van één dag ging, maar dat het om een goed opgezette organisatie betrof, die, met als doel een Deens reclamestation op te richten, de uitzendingen door een groep van internationale rechtsgeleerden zorgvuldig hadden laten voorbereiden".

## Voorgeschiedenis
Peer Jansen uit Kopenhagen kreeg in de eerste helft van de jaren 50 het idee om een zeezender te beginnen. Hij was gek op de nieuwe muziekstromingen, zoals rock-'n-roll, en luisterde naar Radio Luxembourg en af en toe naar AFN. Als het meezat, waren deze redelijk te ontvangen op de middengolf. De nationale Deense radio Statsradiofonien draaide zo goed als nooit muziek van zijn smaak. De Deense wet gaf de officiële nationale radiozenders een monopoliepositie. Deense luisteraars hadden de keuze uit twee zenders: Program 1 en Program 2.
Tijdens een reis door Zuid-Europa ontdekte Jansen het zendschip US Courier op de Middellandse Zee in de buurt van Rhodos. Het zond uit onder de naam Voice of America. De regering van de VS zette de zender in om propaganda uit te zenden gericht op de aan de Sovjet-Unie verbonden Oost-Europese landen. Jansen kwam op het idee een zeezender te combineren met het geluid van Radio Luxembourg.

## Voorbereiding
Jansen vond zijn werkgever, het zilverwarenbedrijf van zijn familie, geleid door Ib Fogh, bereid om geld te investeren. Jansen kreeg hulp van zijn neef Boerge Agerskov, student rechten aan de Universiteit van Kopenhagen. Samen bereidden ze de start van Mercur voor. In Duitsland kochten ze een vissersboot, de Cheeta I, en registreerden die in Panama. De officiële eigenaar was een Liechtensteins bedrijf.
Veel programma's zou het station op banden opnemen, die aan boord de ether in gingen. De opnamestudio’s kwamen in de voormalige Argentijnse ambassade in Kopenhagen. De wet stond weliswaar geen radio-uitzendingen toe op Deens grondgebied, het voorbereiden ervan was niet verboden. Agerskov zei later over deze periode: "Ik ging als het ware uitzoeken of de plannen van Peer haalbaar waren. Niemand had eerder aan de mogelijkheden gedacht dat een radiostation voor onze kust vanaf een zendschip realiseerbaar zou kunnen zijn, zonder dat men van overheidswege daarvoor toestemming moest hebben".
In een kleine haven aan de oostkust van Seeland werd de Cheeta I in het grootste geheim voorzien van zendapparatuur. De FM-zender werd gebouwd door een zwager van Jansen, William Petersen, die enthousiast radiofanaat was.
Op 11 juli 1958 ging de Cheeta I voor anker voor de kust van Kopenhagen. Men startte de testuitzending op 93,12 MHz met een effectief vermogen van ongeveer 20 kW. Kort daarna verplaatsten ze het schip naar een plek bij het Zweedse eiland Ven, ten noorden van Kopenhagen, in de internationale wateren tussen Denemarken en Zweden. In de nacht van 17 op 18 juli 1958 verloor de Cheeta I haar anker en strandde op de Zweedse kust ter hoogte van Malmö.

## Start
Na reparatie voer de Cheeta I terug naar internationale wateren. Op 2 augustus 1958 begonnen de officiële uitzendingen.
Op 5 augustus 1958 vroeg de Deense regering aan Panama om de registratie van de Cheeta I in te trekken. Panama gaf op 25 augustus 1958 gehoor aan dit verzoek. Hoewel Radio Mercur daarna beweerde dat het schip was geregistreerd in Honduras, bleef de Cheeta I stateloos tot het einde van het zendstation.
De populariteit van Radio Mercur nam geleidelijk toe. Het station had succes met het concept van een mix van de nieuwe populaire muziek en nieuwe Deense bands, die live in de studio optraden en waarvan de opnamen vervolgens op een later tijdstip via het zendschip werden uitgezonden.
Op 31 augustus 1958 begon Radio Mercur met dagelijks 2 uur Zweedse programma’s onder de naam Skånes Radio Mercur. Hiervoor werd aan boord een wiel (met autoband) geïnstalleerd, waarmee de zendantenne kon worden gedraaid in de goede richting. Ook ging het station een groter uitzendvermogen gebruiken, waardoor de zender een groter bereik kreeg.
Op 31 augustus 1961 begon een nieuw zendschip, de Cheeta II, uit te zenden op 88 MHz met een nog sterkere zender. Het schip lag in Storebaelt tussen Seeland en Funen, zodat het grootste deel van Denemarken binnen bereik kwam. De Cheeta I ging naar Noorwegen voor onderhoud en kwam op 25 november 1961 terug op 89,55 MHz met het Zweedse programma, vanaf een ankerplaats aan de Elefantsgrunden.
In september 1961 begon een tweede zeezender haar uitzendingen: DCR (Danmarks Commercielle Radio). Het station was opgericht door ex-medewerkers van Mercur en gebruikte de Lucky Star als zendschip. Op 19 januari 1962 fuseerde DCR met Radio Mercur. Zo had Mercur drie zendschepen. Maar niet voor lang.
Op 12 februari 1962 woedde er een zware storm en kwam de Cheeta I in de problemen. Ze werd naar de haven van Kopenhagen gesleept, waar de autoriteiten het schip meteen in beslag namen. Het schip bleek niet geregistreerd te zijn. Voor Radio Mercur was de Cheeta I verloren. De Lucky Star nam op 5 april 1962 de uitzendingen over.

## Einde
Op 14 juni 1962 besloot de Deense regering tot de invoer van een wet die medewerking aan alle activiteiten die met zenden op zee te maken hebben, verbood. De wet ging in op 1 augustus 1962. Op 3 juli 1962 spraken Denemarken, Zweden, Noorwegen en Finland af dat ze met ingang van 1 augustus 1962 het uitzenden vanaf zee verboden.
Op 10 juli 1962 stopte als gevolg hiervan de Cheeta II met uitzenden. Het schip werd naar Duitsland gesleept. De Lucky Star, en daarmee Radio Mercur, stopte haar officiële uitzendingen op 31 juli 1962, om 23:59 uur.
Op 13 augustus 1962 daagde men op de Lucky Star de Deense autoriteiten uit. Het schip zond oude opnames van programma’s van Mercur uit. Kort daarop enterde de Deense overheid het schip en nam de Lucky Star in beslag. Ook dit schip bleek niet geregistreerd te zijn. De Libanese vlag die op het schip wapperde, bleek vals te zijn.
Het Zweedse station Radio Syd van Britt Wadner nam de twee Cheeta’s over van Mercur en zond, ondanks het verbod, nog uit tot in 1966.

## Trivia
- De nationale radio DR begon op 1 januari 1963 een derde programma: Melody Radio. Deze zender leek erg op Radio Mercur. Verschillende medewerkers van Mercur werkten mee aan het station. Later, in 1968, zou de BBC dit concept herhalen.

- In februari of april 1961 (bronnen verschillen hierover van mening) hield Mercur een experiment. Men zond in stereo uit, via twee afzonderlijke FM-frequenties. De luisteraar had dus twee radio’s nodig om het stereo-effect te horen.